# Neoarcturus nordenstami
Neoarcturus nordenstami là một loài chân đều trong họ Holidoteidae. Loài này được Kensley miêu tả khoa học năm 1984.